# Daymirdad
Daymirdad är ett distrikt i Afghanistan. Det ligger i provinsen Wardak, i den centrala delen av landet, 90 kilometer väster om huvudstaden Kabul.
Distriktet beräknades år 2022 ha cirka 36 000 invånare.